# Ifigenia in Tauride (Goethe)
Ifigenia in Tauride (Iphigenie auf Tauris) è una tragedia scritta da Goethe, redatta in prosa nel 1779 e poi riscritta in versi nel 1787 per marcare, anche sul piano formale, la scelta classicista effettuata.
Goethe portò quest'opera in prosa con sé durante il proprio viaggio in Italia, ove la trasformò in versi. L'opera riflette tutti i principi della "Schöne Seele", cioè "l'Anima Bella", cardine del teatro del classicismo di Weimar, presente tra l'altro in molti drammi di Friedrich Schiller.

## Trama
La vicenda riprende quella dell'Ifigenia in Tauride di Euripide, ma con alcune sostanziali differenze.
L'Ifigenia presentata da Goethe non ama i compromessi e per questo decide di confessare il suo progetto di fuga al re Toante, cui è legata da immensa gratitudine. Sono infatti giunti in Tauride suo fratello Oreste, in preda alla follia per aver ucciso la madre Clitennestra, ed il suo amico Pilade, con lo scopo di compiere un oracolo di Apollo, cioè di rapire "sua sorella". Quando Oreste rinsavirà, in seguito ad un colloquio con Ifigenia, comprenderà che la sorella da rapire non è quella di Apollo, cioè la statua di Diana, bensì la sua, Ifigenia appunto. Ma Ifigenia rifiuterà di ingannare il re, innamorato di lei, e gli riferirà il loro progetto. Colpito dall'onestà della fanciulla e dalla rivelazione che Oreste è suo fratello, il re li lascerà a questo punto tornare in patria.
L'Ifigenia rappresenta il nuovo ideale goetheano di umanità "contenuta", che comporta il riconoscimento che la limitazione (in questo caso rappresentata dalla morale) è anch'essa un fenomeno della vita soggettiva.